# خورشیدگرفتگی ۱۲ اوت ۱۹۴۲
خورشیدگرفتگی ۱۲ اوت ۱۹۴۲ (به انگلیسی: Solar eclipse of August 12, 1942) یک خورشیدگرفتگی از نوع خورشیدگرفتگی جزئی است. این خورشیدگرفتگی در تاریخ ۱۲ اوت ۱۹۴۲ میلادی (‎۲۱ مرداد ۱۳۲۱ خورشیدی) روی داد که زمان اوج آن، ساعت ۲:۴۵:۱۲ به‌وقت ساعت هماهنگ جهانی بوده‌است.